# Лукасевич Євмен Кирилович
Євмен Кирилович Лукасевич (26 грудня 1871, м. Біла Чортківського округу Галичини — 20 грудня 1929, Варшава) — український дипломат, журналіст, лікар, видавець і громадський діяч. Міністр охорони здоров'я уряду УНР. Автор україномовного «Анатомічного словника». Батько Левка Лукасевича.

## Життєпис
Народився 26 грудня 1871 року в містечку Біла Чортківського округу Галичини (нині село Чортківського району Тернопільської області). Деякий час навчався у Львові та Відні. Здобув медичну освіту в Цюрихському університеті (Швейцарія).

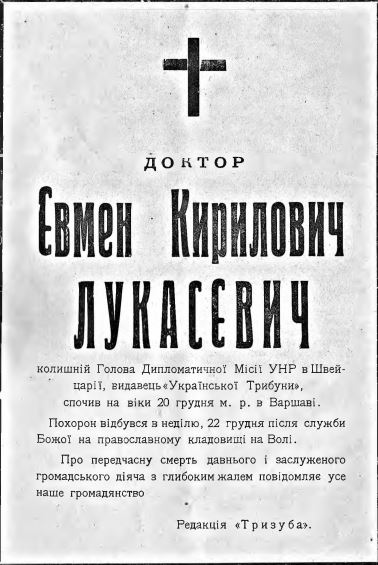
Повідомлення про смерть Євмена Лукасевича. Тижневик "Тризуб" 1930 рік

1905 року в Харкові отримав підтвердження чинності в Російській імперії свого диплома про лікарську освіту. Відтоді став жити у Києві, працював терапевтом та епідеміологом. Був членом Українського наукового товариства.
У 1917 році на 1-му Крайовому лікарсько-санітарному з'їзді обраний заступником голови Всеукраїнської спілки український лікарів і редактором журналу «Українські медичні вісті» (засновник видання — О.Корчак-Чепурківський). У квітні 1918 року на установчому з'їзді Українського Червоного Хреста обраний його співголовою (разом з Б. Матюшенком і В. Наливайком). З січня 1918 року по квітень 1918 року був директором Департаменту охорони здоров'я УНР.
Наприкінці 1918 — на початку 1919 року очолював надзвичайну дипломатичну місію Української Держави (згодом — Української Народної Республіки) у Берні (Швейцарія), доклав чимало зусиль для визнання України країнами Антанти. У 1920-х роках — міністр закордонних справ Державного центру УНР на еміграції. Жив у Варшаві, займався приватною лікарською справою. Одночасно співпрацював у газеті «Українська трибуна» (друкувалася у Варшаві з 1921), розробляв українську медичну термінологію. 1926 року вийшов друком складений ним «Анатомічний словник».
Помер у м. Варшава.

## Дисертація
Untersuchungen uber das Verhalten des Bacillus typhi abdominalis. Coli communis, Prodigiosus, Rhinoscleroma, Vibrio cholerae asiaticae und Proteus vurlgaris bei der Eiteru'ng. Kiew 1903.